# Mohamed Ayman Sadil
Mohamed Ayman Sadil (en arabe : محمد ايمن سديل), né le 10 juin 1994 à Casablanca (Maroc) est un footballeur marocain évoluant dans le club de l'IR Tanger. Il joue au poste d'arrière gauche.

## Biographie
Issu du centre de formation du Raja Casablanca, il fait ses débuts professionnels le 10 mai 2015 en championnat face au Chabab Rif Al Hoceima (défaite, 2-1). En manque de temps de jeu, il est prêté une saison au Raja de Beni Mellal en D2 marocaine.
Le 16 août 2018, il s'engage au Youssoufia Berrechid. Le 30 septembre 2018, il dispute son premier match avec le club face au FUS de Rabat (match nul, 1-1). Le 20 février 2019, il marque son premier but face au Wydad de Casablanca (défaite, 1-2).
Le 1er septembre 2019, il s'engage pour deux saisons à l'Ittihad de Tanger. Le 27 septembre 2019, il dispute son premier match face au FUS de Rabat (victoire, 1-0).